# 井本直樹
井本 直樹（いもと なおき、1976年8月12日 - ）は、愛知県知多郡阿久比町出身の元プロ野球選手。
現在は中日ドラゴンズのスコアラー。

## 来歴・人物
小学3年から野球を始め、中学から投手一筋になる。
東海工業高等学校では1年からエースを務める。
高校卒業後、社会人野球の日本通運名古屋に入部したが、チームが埼玉県を本拠地とする日本通運に吸収合併されたのを機に、1999年から新日本製鐵名古屋に移籍。都市対抗野球大会には王子製紙春日井、三菱自動車岡崎の補強選手として先発し、勝利投手にもなった。9月の日本選手権東海地区予選では3試合すべてに完投して、2完封を記録、本大会でも初戦を完投勝利。
2000年、同年のドラフト会議で中日ドラゴンズから3位指名を受け入団。
ルーキーイヤーの2001年にプロ初登板を含める6試合に登板し、プロ初セーブも記録した。だが、防御率は8.31と振るわなかった。さらに、肩痛の影響もあってわずか2年で引退となった（練習生として復帰を目指したが叶わなかった）。
引退後は、裏方に回り打撃投手を経て、2004年からはスコアラーを務めている。
2004年から2005年まではスコアラーとして横浜ベイスターズを担当し、2006年から2008年は阪神タイガース、2009年からは再び横浜ベイスターズを担当した。2012年でスコアラーの担当制は廃止されたが、2015年から再び担当制が復活し、阪神タイガースを担当し、2016年からは広島東洋カープを担当する。2018年からは、阪神タイガースを担当する。

## 詳細情報

### 年度別投手成績
| 年 度     | 球 団     | 登 板 | 先 発 | 完 投 | 完 封 | 無 四 球 | 勝 利 | 敗 戦 | セ 丨 ブ | ホ 丨 ル ド | 勝 率 | 打 者 | 投 球 回 | 被 安 打 | 被 本 塁 打 | 与 四 球 | 敬 遠 | 与 死 球 | 奪 三 振 | 暴 投 | ボ 丨 ク | 失 点 | 自 責 点 | 防 御 率 | W H I P |
| --------- | --------- | ----- | ----- | ----- | ----- | -------- | ----- | ----- | -------- | ----------- | ----- | ----- | -------- | -------- | ----------- | -------- | ----- | -------- | -------- | ----- | -------- | ----- | -------- | -------- | ------- |
| 2001      | 中日      | 6     | 0     | 0     | 0     | 0        | 0     | 0     | 1        | --          | ----  | 41    | 8.2      | 10       | 2           | 6        | 0     | 0        | 6        | 0     | 0        | 8     | 8        | 8.31     | 1.85    |
| 通算：1年 | 通算：1年 | 6     | 0     | 0     | 0     | 0        | 0     | 0     | 1        | --          | ----  | 41    | 8.2      | 10       | 2           | 6        | 0     | 0        | 6        | 0     | 0        | 8     | 8        | 8.31     | 1.85    |

### 記録
- 初登板：2001年4月1日、対広島東洋カープ3回戦（ナゴヤドーム）、7回表に3番手で救援登板、1/3回4失点
- 初奪三振：同上、7回表に高橋建から見逃し三振
- 初セーブ：2001年4月4日、対横浜ベイスターズ2回戦（横浜スタジアム）、7回裏に3番手で救援登板・完了、3回無失点

### 背番号
- 31 （2001年 - 2002年）
- 123 （2003年）